# Nuit blanche (essai)
Pour les articles homonymes, voir Nuit blanche.
Nuit blanche est un essai de Bernard-Henri Lévy paru le 8 janvier 2025 aux éditions Grasset.

## Résumé
Essai sur l’insomnie : l’auteur arrive difficilement à dormir, et cela depuis des années. Pourquoi ? Il tente de répondre à la question. Et, à travers ce questionnement, se dessine « une sorte d’autoportrait », selon son éditeur.

## Accueil
Cette section est promotionnelle ou publicitaire (janvier 2025). Considérez son contenu avec précaution et/ou discutez-en.
Laureline Dupont, dans L'Express, estime que Nuit blanche relève d’une « bravade toute BHLienne », centrée au fond sur « la peur de partir sans bruit, sans trace ».
Réaction bien plus favorable dans Le Monde, où  Roger-Pol Droit remarque qu’il s’agit d’une « confession haletante », où l’on « retrouve évidemment des thèmes récurrents de Bernard-Henri Lévy. » Le critique précise : « Mais insomnie et vulnérabilité le font découvrir autre.  Elles se révèlent, surtout, moteurs cachés de l’écriture ». Ainsi, pour le critique, « Ce qui ne dort jamais, en fin de compte, c’est le style ».
« Fascinant », selon Marc Lambron dans Le Point : « Fantômes de la guerre, visages des amis disparus, opium livresque… Le philosophe ouvre la boîte noire de ses nuits blanches ».
Dans Le Journal du Dimanche, Nathan Devers estime que Nuit blanche se classe parmi « les livres qui s’aventurent sur un chemin improvisé. Qui s’élèvent du corps à l’âme, du "tas de secrets" à la métaphysique, et de l’autoportrait à un poème qui soit universel ».
« "Ne pas dormir est un devoir", écrit Bernard-Henri Lévy au terme d’un texte autobiographique tranchant dans lequel il s’attache à faire le portrait du philosophe en veilleur », note Sébastien Lapaque, dans Le Figaro. « À la fin, las de ne pas trouver le sommeil, cet amateur de concepts a fini par reconnaître dans ses insomnies de nobles motifs : métaphysiques, théologiques, littéraires, politiques et même athlétiques ».
Pour Annick Geille, dans Atlantico, « loin de se dessécher, Bernard-Henri Lévy s’accomplit. Son écriture s’enrichit, sa générosité, son courage se développent et font de l’auteur de Nuit Blanche – son quarante-huitième ouvrage – l’un des beaux visages/virages de la démocratie française ».
Dans Marianne, Cécile Guilbert note  que « Lévy a trouvé son lieu et sa formule avec cet autoportrait en insomniaque chronique dont on se demande, du coup, d’où provient l’inépuisable énergie. Se gardant de toute solennité comme d’emboucher les trompettes du lyrisme, celui qui se nomme ici “BH” fait un pas de côté dans l’autodérision et se livre comme jamais. Sur sa jeunesse fauchée et chaotique. Ses rêves d’antan. Son invraisemblable consommation de somnifères et son ahurissante expertise ».

## Incidence sur le plan politique
Claire Gatinois, dans Le Monde, signale que Bernard-Henri Lévy , évoque dans Nuit blanche, « ses échanges sur Telegram avec un autre illustre insomniaque », Emmanuel Macron.
Précision de la journaliste : « De ces insomnies partagées entre le président de la République et le philosophe naît une correspondance sur Telegram, peut-être même une influence ». En effet, poursuit la journaliste, « par l’un de ces textos nocturnes, Bernard-Henri Lévy suggère au chef de l’État, quelques semaines après l’attentat du 7 octobre en Israël, de bâtir une coalition anti-Hamas sur le même modèle que celle visant l’organisation État islamique. 
Le journal Libération s’en fait l’écho, le 1er décembre de cette année-là [2023] ».
En faisant lui-même allusion à cet incident dans Nuit blanche, Lévy écrit : « Les gens se font des films. Ils imaginent des conciliabules. Des visiteurs du soir. Des rapprochements idéologiques programmés. Alors qu’on est juste des frères en insomnie qui n’ont rien de mieux à faire, à partir d’une certaine heure, que d’échanger sur Telegram ». BHL relativise ainsi l’incident note la journaliste du  Monde.